# Copitarsia heydenreichii
Copitarsia heydenreichii là một loài bướm đêm trong họ Noctuidae.